# Крор
Крор (съкр. cr) означава количеството 10 000 000 (десет милиона, 107) и е равно на 100 лакха в индийската бройна система. В много международни контексти десетичната величина се изписва като 10 000 000 (10,000,000 в англоезичните страни), но когато се използва в контекста на индийската система за броене, величината обикновено се записва като 1,00,00,000.
Крорът се използва широко както в официален, така и в друг контекст в Бангладеш, Бутан, Индия, Мианмар, Непал и Пакистан.

## Етимология
Думата „крор“ произлиза от пракритската дума kroḍi, която на свой ред идва от санскритската дума koṭi (на санскрит: कोटि), и означава десет милиона в индийската бройна система, в която има отделни термини за повечето степени на десет – от 100 до 1019.

## Пари
Големите парични суми в Индия, Бангладеш, Непал и Пакистан често се изписват в крори. Например 150 000 000 (сто и петдесет милиона) рупии се изписват като „петнадесет крора рупии“ или „15 крори“. В съкратена форма най-често се използва изписване като „₹15 cr“.
Трилион (1012) (по късата скала) при пари често се пише или произнася като лакх крори. Например един трилион рупии е равен на:
- ₹1 лакх крори, или
- ₹1012, или
- ₹10,00,00,00,00,000 по индийската бройна система, или
- ₹1 000 000 000 000 в метричен запис.